# Francesco Martino
Francesco Martino (ur. 14 lipca 1900 w Bari, zm. 10 października 1965 tamże) – włoski gimnastyk, medalista olimpijski z Paryża.